# Erioptera caledonia
Erioptera caledonia là một loài ruồi trong họ Limoniidae. Chúng phân bố ở miền Australasia.